# Мажарівка
Мажарівка (Мажаровка)  — колишнє поселення на річці Боковій, Боковської волості, Олександрійського повіту, Херсонської губернії.

## Історичні відомості
Засновником поселення є прем'єр-майор Матвій Гаврилович Мажаров, який фігурує в відомостях про роздачу земель на теренах колишнього Запорожжя 1781 року, згідно яких він отримав від "казни" 6000 дес. земельних угідь між річками Бокова і Боковенька на балці Коновалова. В Атласі 80-х рр. 18 ст. "деревня Мажаровка капитана Мажарова, удобной земли 5800 десятин, неудобной - 200, 13 душ мужского пола, 14 - женскаго". 
Історію входження в різні адміністративні одиниці Російської імперії 18-19 ст. дивіться на сторінці с. Бокова.
28.01.1787 Мажаров продав слободу відставному прапорщику Степану Семеновичу Долинському за 600 рублів. На 1787 рік в Мажарівці проживало 13 осіб чол. статі, 13 - жіночої.
Станом на 1801 рік сл. Мажарівка поміщика С. С. Долинського (*1747 - †22.12.1822) з населенням 89 чоловіків і 90 жінок:
"По силе указа Новороссийской духовной Консистории учиненная ведомства Елисаветградского духовного правления четвертой части благочиния о обретающихся помещика прапорщика Степана Долинского слободы Мажаровки мужского и женского пола людях:
Оноприй Рябовол, жена его Степанида, дети их Матрона, Иван и Моисей	
Алекса Крисань, жена его Ульяна;                 Улас Гура, жена его Анастасия, дети их Григорий и Татьяна 
Иван Гусак, дети его Лаврин, жена его Ирина, Иван, Агафья и Борис; Яков Максименко, жена его Устина, дети их Татьяна и Кузьма		
Мария вдова, дети ее - Васса;                    Пантерамон Артеменко, жена его Ульяна, дети их Ульяна и Иван		
Алекса Сопелнич, жена его Евдокия, дети их - Василий, жена его Татьяна, Самсон, Иван и Алекса; Кондрат Габелок, жена его Парасковея, дети их - Лукьян, Иван, Мария и Кирило		
Иван Скорик, жена его Агафья, дети их - Семен, Ефим и Матрона;              Василий Таран, жена его Агрепина, дети их - Кузьма, Кондрат и Дорот
Иосип Скориков зять, жена его Агафья, дети их - Матрона, Оксана, Василь, Федор и Анастасия	
Ярема Бондарь, жена его Агафья, дети их - Микита, Лазарь и Панас;           Демид Светличный, жена его Матрона, дети их Татьяна и Феодосия 	
Павло Оробец, жена его Агафья, дети их - Тимош, Ганна, Варвара и Спиридон;  Яков Гончар, жена его Марина, дети его - Марко 		
Гаврило Кулиш, жена его Ульяна, дети его Устина;                            Улас Шаповаленко, жена его Ганна 		
Тарас Кравец, жена его Марта, дети их - Ульяна и Федор;                     Семен Волошин, жена его ?, дети их - Ефросиния и Ульяна 		
Левко Шатила, жена его Ульяна, дети их - Ганна, Митя и Ганна;               Моисей Шаповал, жена его Ярина, дети их - Демьян, Антон, Ефросиния, Николай и Марта 		
Федор Конюх, жена его Евдокия, дети их - Ефросиния, Гапка и Трофим;         Николай Бобрик, жена его Параскева, дети их - Яков и Васса 	
Терешко Костеря, дети его - Моисей, жена его Матрона, Иван, Фома, Улита;    Василь Кисляк, жена его Параскева, дети их - Паланя, Вакула, Парасковея 
Левко Кравец, жена его Гликерия, дети их - Тарас, Иван, Устина;             Федор Михайленко, жена его Дария
Максим Кундруча, жена его Наталия, дети их - Роман, Тимофей и Феодосия;     Василь Завидовский, жена его Мария, дети их - Матвей 		
Моисей Заяц, жена его Параскева, дети их - Левко и Ерина;                   Сергей Швец, жена его Параскева, дочь их - Екатерина 		
Сидор Хлевной, жена его Татьяна, дети их Остап, жена его Ганна;             Кирило, жена его Ганна, Мария 		
Иван Конюх, жена Ганна, дети их Мария и Параскева;                          Гордий Крисан, жена его Агафья, дети их Марина и Соломония		
Илько Спицкий, жена его Матрона, дети их Екатерина и Акилина;               Василь Распутной, жена его Ганна, дети их Мария и Мария	
Андрей Коваль, жена его Гарепина, дети их Андрей, Ерина, Ерина;             Федор Ткач, жена его Матрона, дети их Екатерина и Ефросиния	
Параска Литовка, дети ее Василь и Меланья;                                  Федор Слицкий, жена его Ульяна, дети их Артем и Меланья". 
В «Ведомости о церквях» 1840 р.:
«В деревне Мажаровке живет вдова помещица прапорщица Софія Данилова дочь Долинская. Крестьян — дворовь 15 1\2, 62 д.м.п., 48 д.ж.п. В 5 верстах (от церкви)».
«Волости и важнѣйшія селенія Европейской Россіи» 1886 р.:
«С. Мажаровка и х. Долинского (Акацатовка). Поселение давнее. Топография и наружный вид поселений: на левой стороне речки Боковой. Хаты бедные, огорож почти нет. Колодцев 3. Хутор в степи. Промышленных заведений 4, торговых заведений 1. Общественных зданий −1 (запасной магазин). Частные жилые постройки: хат 39, число комнат в них 53. Холодные хозяйственные постройки — 84. Число дворов и жителей: по переписи 1886 года — дворов 40, мужчин 93, женщин 95. По переписи 1850 года — 20, мужчин …, женщин 57».
Своєї церкви в селі Мажарівка не було, жителі належали до приходу Свято-Покровської церкви сусіднього села Бокове. В метриках вказаної церкви велись записи про народження, одруження і смерть жителів с. Мажарівки з 1804 по 1920 рр.
В 30-х роках ХХ століття Мажарівка увійшла до складу с. Бокове, серед жителів якого зустрічаються прізвища Крисан, Заяць і Хлівний.